# Droga wojewódzka nr 487
Droga wojewódzka nr 487 (DW487) – droga wojewódzka w województwie opolskim o długości 40 kilometrów łącząca Byczynę z Olesnem. Droga przebiega przez dwa powiaty: kluczborski i oleski.

## Miejscowości leżące przy trasie DW487
- Byczyna (DK11)
- Roszkowice
- Wojsławice
- Zdziechowice
- Nowa Wieś
- Gorzów Śląski (DK42, DK45)
- Boroszów
- Olesno (DW493, DW494, DW901)